# Gloria Peralta
Gloria Peralta Saucedo es una actriz, conductora y escritora mexicana.

## Biografía
Sus padres son Andrés Peralta Santamaría (abogado, cronista, escritor y maestro de literatura) y María Luisa Saucedo López (bailarina). En su niñez, aprendió a tocar guitarra. Más tarde, Peralta fue inscrita para danza. Poco después, dio clases de aeróbica. Más tarde, Gloria estuvo en el modelaje y esto le permitió viajar por México y Europa, se inscribió como bailarina para participar en una obra infantil y en esta reemplazó a una persona que faltó a la puesta en escena.
Estudió periodismo y comunicación colectiva. En su Universidad[¿cuál?] fue invitada para un concurso de belleza, y le abrió pasos a la actuación y participó en el programa de comedia El que se ríe se lleva. Después de esto, decidió estudiar actuación, y actuó en la telenovela Nada personal. Después de esa participación, la reconocida empresa mexicana TV Azteca, la invitó a formar parte de la primera generación del CEFAC, donde tuvo la oportunidad de estudiar con los maestros de actuación y directores más reconocidos de México. Después de eso, participó en telenovelas, series, cortometrajes, comerciales, películas, teatro, programas unitarios y vídeos musicales.
En TV Azteca, realizó la labor de participar en las telenovelas: Al norte del corazón, Azul tequila, Golpe bajo, Marea brava, Por ti, Cuando seas mía y con Telemundo en El alma herida y Los Plateados. Se casó con el también actor Omar Germenos, y tuvieron 2 hijos (Darío Germenos Peralta, Bruno Germenos Peralta), por lo que tuvo que rechazar algunos trabajos que le ofrecieron. Después de cuatro años, retomó su carrera con su esposo y trabajaron en Microteatro Miami con la puesta en escena Algo Sexual, y se le fue entregado un reconocimiento por parte de la ciudad de Miami Aportación al desarrollo de las artes escénicas en la ciudad.[cita requerida]

## Filmografía

### Telenovelas
- 2021; Buscando a Frida, Telemundo. La fiscal Julieta Zambrano
- 2019: Betty en Nueva York, Telemundo. Margarita Del Valle de Mendoza
- 2017/2018; Sangre de mi tierra, Telemundo. Mercedes "Merce" Paredes de Castañeda
- 2017; Milagros de Navidad, Telemundo. Marina Fernández
- 2017; La fan, Telemundo. Eloísa Romero Vda. de Castro / de Zubizarreta
- 2014; En otra piel, Telemundo. Martha Suárez
- 2009; El juramento, Telemundo. Macarena
- 2007; Mientras haya vida, TV Azteca.
- 2005/2006; Los plateados, Telemundo. Samia
- 2003/2004; El alma herida, Telemundo. Adriana
- 2002; Por ti, TV Azteca. Julieta
- 2001; Cuando seas mía, TV Azteca. Marcia Fontalvo
- 2000; Golpe bajo, TV Azteca. Irene
- 1999; Marea brava, TV Azteca. Soledad
- 1998; Azul tequila, TV Azteca. Lázara
- 1997; Al norte del corazón, TV Azteca.
- 1996; Nada personal, TV Azteca. Martha

### Cine
- 2001; Ya no los hacen como antes. Antonieta

### Teatro
- 1996-1998; El paraíso de la simpleza
- 2013; Algo Sexual, Microteatro Miami.

### Programas unitarios
- 2003; Todo por un hijo. TV Azteca.
- 2003; Un cuerpo perfecto. TV Azteca.
- 2003; Enemiga cercana. TV Azteca.
- 2003; No a mi hijo. TV Azteca.
- 2002; La historia de Eduardo, fundación John Landon Down. Tv Azteca.
- 2001; La historia de Ana. Tv Azteca.
- 2000; Mi primera vez. TV Azteca.
- 2000; Embrújame. Telemundo.
- 1992-1993; El que se ríe se lleva. Imevisión.

### Videoclips
- 1994; La Media Vuelta,

- 2009; El son de la negra, Rosalía y Ángel.